# Los paraguas de Cherburgo
Los paraguas de Cherburgo (Les parapluies de Cherbourg) es una película francesa de 1964 del género musical a la manera de una ópera popular. Fue dirigida por Jacques Demy, con Catherine Deneuve y Nino Castelnuovo en los papeles principales. La música fue compuesta por Michel Legrand.
Clásico de la cinematografía de la década de 1960, Los paraguas de Cherburgo es un filme completamente cantado, como si fuera una ópera popular, usando voces sin impostación y dividida en partes: la partida, la ausencia y el retorno. Lacrimógena y sentimental historia de un primer amor y de separación con situaciones domésticas y diálogos comunes, y agridulce final; tan exquisitamente concebida y dirigida que adquirió con el tiempo categoría de película de culto.
Usa escenarios de estudio con una explosión de colores fuertes y la moda de esa década, además de escenarios y situaciones domésticas y estereotipadas: por ejemplo, la tienda de paraguas es una invención del director, ya que no existían tiendas destinadas a ello.
Catapultó a la fama a la joven Catherine Deneuve, que entonces contaba con 20 años de edad, y era doblada por la cantante Danielle Licari. La cantante Christiane Legrand, hermana del compositor, dobló al personaje de la madre de Deneuve.

## Reparto
- Catherine Deneuve: Geneviève Emery
- Nino Castelnuovo: Guy
- Anne Vernon: Madame Emery
- Mireille Perrey: Tía Élise
- Marc Michel: Roland Cassard
- Ellen Farner: Madeleine
- Jean Champion: Aubin
- Pierre Caden: Bernard
- Jean-Pierre Dorat: Jean

## Canción principal
El tema principal de la película alcanzó celebridad internacional. Fue traducido al inglés con el nombre de "I will wait for you", e interpretado por Tony Bennett, Frank Sinatra, Liza Minnelli, Johnny Mathis, Caravelli, Ray Conniff, Franck Pourcel, Paul Mauriat, y Ronnie Aldrich, en otros  Connie Francis, Matt Monro, Nana Mouskouri y muchos otros artistas.
En mayo del 2009 el veterano Michel Legrand apareció en un homenaje de la televisión francesa donde la diva de ópera Natalie Dessay cantó la canción a dúo con él.

## Premios
- Ganadora de tres premios en el Festival Internacional de Cine de Cannes 1964: la Palma de Oro, el Premio OCIC y el Gran premio técnico.
- Ganadora del premio Louis Delluc 1963.
- Ganadora del Premio de la Crítica del Sindicato de Críticos de Cine Francés 1964.
- Candidata al Premio Globo de Oro 1966 a la Mejor Película extranjera.
- Candidata al Premio Oscar a la Mejor Película extranjera en 1965.
- Candidata a 4 Premios Oscar en 1966.